# Минорат
Минорат, также право младшего, — традиция наследования, при которой имущество в своем целом составе переходит к одному лицу, родственнику младшего возраста сравнительно с другими. Так же как при майорате, решающим моментом при этом может быть только возраст, независимо от степени и линии родства, или же возраст в связи с ними. 

## Виды минората
Существуют три основных вида минората:
- юниорат;
- собственно минорат;
- право последнего рождения,

основой для деления которых служат те же начала, как и в майорате.

## Сфера применения минората
В противоположность майорату, сфера господства минората — зависимое крестьянское держание Средних веков на Западе Европы, по преимуществу крестьянский двор. В наследовании имений высшего дворянства минорат не применяется. Некоторые законодательства (австрийское, прусское) допускали его как правомерную форму наследования в заповедных имениях, но и здесь он встречается как редкое исключение. Как порядок наследования крестьянского двора минорат известен и русскому праву со времен «Русской Правды» (ст. 94 Троицкого списка: «а двор без дела отень всяк меншему сынови»). Вплоть до конца XIX в. он составлял очень распространенное явление в крестьянском обычном праве в России, дававшем возможность выяснить значение и происхождение этой формы наследования. Mинорат — не привилегия младшего сына, а естественный порядок, обуславливаемый тем, что старшие сыновья обыкновенно отделяются от отца, образуя собственное хозяйство, младший же сын остается при отце, «с отцовского корня никогда не сходит». Если вместе с отцовским двором к младшему сыну переходит и другое имущество, с излишком против долей выделенных старших, то на него возлагаются за это и особые обязанности: содержать дряхлого отца, покоить старуху-мать, а часто и взять на своё попечение незамужних сестер. Если не было предварительного раздела, а последний происходит лишь после смерти отца, то двор достается младшему сыну не даром: младший обязывается оказать помощь братьям в устройстве новых изб. Догадка Мэна о первоначальном значении майората не только как права, но и как обязанности, находит, таким образом, при минорате полное подтверждение. Майорат — порядок наследования, установленный в интересах сохранения целости семьи или рода; минорат сопровождает их разложение.

## Примеры использования
Многие фольклорные традиции по всему миру включают важных фигур, которые были младшими братьями и сестрами, хотя они подвержены различным интерпретациям. Несколько важных библейских персонажей, включая Исаака, Иакова и Давида, описываются как младшие сыновья или дочери, что побудило некоторых ученых предложить доисторическую практику первородства среди евреев, но эта форма наследования не поддерживается сохранившимся текстом. В сноске Фрейзера  говорится: "Сравните Гесиода, Теог. 132 кв.м. который согласен с описанием Крона как самого молодого из выводка. Поскольку Зевс, сменивший своего отца Крона на небесном троне, также был младшим в своей семье (Гесиод, Теог. 453 кв.м.), мы можем предположить, что среди древних греков или их предков наследование когда-то регулировалось обычаем первородства или преемственности младшего...". [3] В некоторых ранних греческих мифах царствование присваивалось браком с племенной нимфой, которая была выбрана по первородству или успеху в гонке. В Англии патрилинейное первородство (наследование младшим выжившим ребенком мужского пола) было известно как "английский боро"[5][a] после его прежней практики в различных древних английских районах.[6] Он применялся только в отношении тех, кто умер без завещания, и часто, хотя и не повсеместно, также включал принцип наследования младшим братом умершего, если у него не было сына.[6] Реже эта практика распространялась на младшую дочь, сестру, тетю и т.д.[6] Его происхождение сильно оспаривается, но норманны, которые обычно практиковали первородство, считал это саксонским наследием.[5] В судебном деле 1327 года было установлено, что это практика английского города Ноттингем, но не "французского" района города.[7] Эта традиция была также распространена во многих сельских районах Англии, где земли находились во владении сокаж.[6] Это также произошло в поместьях копифолд в Хэмпшире, Суррее, Мидлсексе[6], Саффолке и Сассексе[5], где обычай манориала диктовал форму наследования по первородству.
В немецком герцогстве Саксен-Альтенбург земельные владения традиционно передавались младшему сыну, который затем мог нанимать своих старших братьев в качестве сельскохозяйственных рабочих.[8]
В Индии матрилинейное первородство практикуется народом кхаси Мегхалая, в котором наследование традиционно передается младшей дочери. Хотя части имущества делятся между братьями и сестрами, основная часть доли, включая "семейный очаг", достается младшей дочери (ка хаддух), которая также должна заботиться о своих престарелых родителях и любых незамужних братьях и сестрах. Как следствие, брак с младшей дочерью является уксорилокальным, в отличие от брака с другими братьями и сестрами, который является неолокальным.
Среди малабарской сирийской христианской общины Кералы на юге Индии практика представляет собой вариант первородства, при котором младший сын получает дом предков (таравад) и прилегающую собственность и, как ожидается, будет заботиться о своих пожилых родителях. Его старшие братья также получают долю имущества, но живут отдельно. Дочерям предоставляется щедрое приданое, но традиционно они не получают наследства имущества.[9][10] Если сыновей нет, муж младшей дочери официально принимается в семью в качестве приемного сына (дату путхран), чтобы выполнять роль младшего сына.[10][9]
В некоторых юго-западных районах Японии собственность традиционно распределялась по модифицированной версии первородства, известной как масси соузоку (末子相続). Имущество распределялось поровну между всеми сыновьями или детьми, за исключением того, что младший получал двойную долю в качестве награды за заботу о пожилых родителях в последние годы их жизни. Официальные опросы, проведенные в первые годы эпохи Мэйдзи, показали, что наиболее распространенная форма семьи по всей стране в период Эдо характеризовалась структурой ствола, патрилинейным происхождением, патрилинейным [требуется уточнение] проживанием и патрилинейным первородством, но в некоторых юго-западных районах иногда использовалась комбинация частичного наследования и первородства.[11]
У монголов каждый сын, вступая в брак, получал часть семейного стада, причем старшие сыновья получали больше, чем младшие, но место предков наследовал младший вместе со своей долей стада.[12] Аналогичным образом, каждый сын унаследовал часть семейных кемпинговых земель и пастбищ, причем старшие сыновья получали больше, чем младшие, но дальше от семейной палатки. (Семейные единицы часто оставались бы достаточно близкими для тесного сотрудничества, но расширенные семьи неизбежно распадались бы через несколько поколений.)[необходима цитата] Аналогичным образом Монгольская империя Чингисхана была разделена между всеми четырьмя его сыновьями, но монгольская родина перешла к его младшему, Толую.[13]
Качины северной Бирмы и южного Китая традиционно предписывают старшим сыновьям уезжать по достижении совершеннолетия, в результате чего младший сын унаследует семейное имущество.[14]
Народ Дай на юге Китая передает свои бамбуковые дома младшему сыну семьи, требуя, чтобы старшие дети переезжали и жили независимо от своих родителей.[15]
Остров Борнхольм прямо признал право первородства в статуте, датированном 1773 годом. Эта практика была отменена в 1887 году.